# Nele Van Winckel
Nele Van Winckel is een personage in de VTM-televisieserie Familie. Het personage werd gespeeld door Hermine Selleslagh.

## Overzicht
Nele is de tweede echtgenote van Jan Van den Bossche. Samen hebben ze twee kinderen: Leen en Maarten Van den Bossche. Ze is ook stiefmoeder van Bart en Mieke.
Na enkele jaren laat Nele zich van Jan scheiden en begint ze een relatie met Wilfried. Samen met hem en de kinderen verhuist ze naar Frankrijk. Plots staat Leen voor de deur van haar vader en vertelt ze hem dat Wilfried haar verkracht heeft. Wanneer Jan zijn ex-vrouw hiervan op de hoogte brengt, slaan haar stoppen door en schiet ze Wilfried dood met een jachtgeweer. Op haar proces wordt ze vrijgesproken, maar ze verliest wel het hoederecht over haar kinderen.
Na meer dan een jaar niets meer van zich te hebben laten horen, staat Nele plots weer voor de deur van Jan. Hij is intussen samen met Linda Desmedt en een jaloerse Nele begint het koppel te stalken. Wanneer ze haar met bewijzen confronteren stellen ze haar voor de keuze: ofwel verdwijnt ze voorgoed uit hun leven, ofwel belandt ze opnieuw in de gevangenis. Nele kiest het zekere voor het onzekere en gaat terug in Frankrijk wonen.